# Lancer du marteau masculin aux championnats du monde d'athlétisme 2013
Navigation
Daegu 2011 Pékin 2015
L'épreuve du lancer du marteau masculin des championnats du monde de 2013 s'est déroulée les 10 et 12 août 2013 dans le stade Loujniki, le stade olympique de Moscou. Elle est remportée par le Polonais Paweł Fajdek.

## Records et performances

### Records
Les records du lancer du marteau hommes (mondial, des championnats et par continent) étaient avant les championnats 2013 les suivants.
| Record                    | Athlète            | Pays             | Distance | Lieu      | Date             |
| ------------------------- | ------------------ | ---------------- | -------- | --------- | ---------------- |
| Record du monde           | Youri Sedykh       | Union soviétique | 86,74 m  | Stuttgart | 30 août 1986     |
| Record des championnats   | Ivan Tsikhan       | Biélorussie      | 83,89 m  | Helsinki  | 8 août 2005      |
| Record d'Afrique          | Chris Harmse       | Afrique du Sud   | 80,63 m  | Durban    | 15 avril 2005    |
| Record d'Asie             | Kōji Murofushi     | Japon            | 84,86 m  | Prague    | 29 juin 2003     |
| Record d'Amérique du Nord | Lance Deal         | États-Unis       | 82,52 m  | Milan     | 7 septembre 1996 |
| Record d'Amérique du Sud  | Juan Ignacio Cerra | Argentine        | 76,42 m  | Trieste   | 25 juillet 2001  |
| Record d'Europe           | Youri Sedykh       | Union soviétique | 86,74 m  | Stuttgart | 30 août 1986     |
| Record d'Océanie          | Stuart Rendell     | Australie        | 79,29 m  | Varaždin  | 6 juillet 2002   |

### Meilleures performances de l'année 2013
Les dix lanceurs du marteau les plus performants de l'année sont, avant les championnats, les suivants.
|    | Athlète           | Pays        | Distance | Lieu     | Date            |
| -- | ----------------- | ----------- | -------- | -------- | --------------- |
| 1  | Krisztián Pars    | Hongrie     | 81,02 m  | Szczecin | 15 juin 2013    |
| 2  | Sergey Litvinov   | Russie      | 80,89 m  | Moscou   | 15 juillet 2013 |
| 3  | Dilshod Nazarov   | Tadjikistan | 80,71 m  | Halle    | 25 mai 2013     |
| 4  | Lukáš Melich      | Tchéquie    | 80,28 m  | Szczecin | 15 juin 2013    |
| 5  | Pawel Fajdek      | Pologne     | 79,99 m  | Szczecin | 15 juin 2013    |
| 6  | Primož Kozmus     | Slovénie    | 79,70 m  | Celje    | 28 juillet 2013 |
| 7  | Denis Lukyanov    | Russie      | 79,61 m  | Moscou   | 15 juillet 2013 |
| 8  | Pavel Kryvitski   | Biélorussie | 79,36 m  | Minsk    | 28 juin 2013    |
| 9  | Aleksey Zagornyi  | Russie      | 79,26 m  | Moscou   | 15 juillet 2013 |
| 10 | Valeriy Sviatokha | Biélorussie | 79,16 m  | Minsk    | 18 juin 2013    |

## Engagés
Pour se qualifier, il faut avoir réalisé au moins 79,00 m (minimum A) ou 76,00 m (minimum B) entre le 1er octobre 2012 et le 29 juillet 2013.

## Médaillés
| Or           | Argent         | Bronze       |
| Pawel Fajdek | Krisztián Pars | Lukás Melich |

## Résultats

### Finale
| Rang               | Athlète           | Pays        | Essais  | Essais  | Essais  | Essais  | Essais  | Essais  | Marque  | Notes |
| Rang               | Athlète           | Pays        | 1       | 2       | 3       | 4       | 5       | 6       | Marque  | Notes |
| ------------------ | ----------------- | ----------- | ------- | ------- | ------- | ------- | ------- | ------- | ------- | ----- |
| Médaille d'or      | Pawel Fajdek      | Pologne     | 81,97 m | 80,92 m | X       | 78,41 m | X       | 79,57 m | 81,97 m | WL    |
| Médaille d'argent  | Kriztián Pars     | Hongrie     | 80,30 m | 79,47 m | 79,61 m | 78,90 m | 79,02 m | X       | 80,30 m |       |
| Médaille de bronze | Lukás Melich      | Tchéquie    | 70,66 m | 77,11 m | 79,36 m | 76,88 m | X       | 75,52 m | 79,36 m |       |
| 4                  | Primož Kozmus     | Slovénie    | 77,80 m | 79,21 m | 79,22 m | 78,26 m | X       | X       | 79,22 m |       |
| 5                  | Dilshod Nazarov   | Tadjikistan | 72,45 m | 75,89 m | 77,69 m | 78,31 m | 77,27 m | 77,84 m | 78,31 m |       |
| 6                  | Koji Murofushi    | Japon       | 78,03 m | 75,38 m | 77,17 m | 77,63 m | 77,92 m | 76,03 m | 78,03 m | SB    |
| 7                  | Nicola Vizzoni    | Italie      | 75,33 m | 77,61 m | 75,29 m | X       | 75,42 m | X       | 77,61 m | SB    |
| 8                  | Marcel Lomnický   | Slovaquie   | 76,62 m | X       | 77,57 m | X       | 76,46 m | 76,48 m | 77,57 m |       |
| 9                  | Szymon Ziólkowski | Pologne     | 75,93 m | 76,84 m | 76,50 m |         |         |         | 76,84 m |       |
| 10                 | Markus Esser      | Allemagne   | 74,07 m | 76,25 m | X       |         |         |         | 76,25 m |       |
| 11                 | Sergey Litvinov   | Russie      | 75,90 m | X       | X       |         |         |         | 75,90 m |       |
| 12                 | Yury Shayunou     | Biélorussie | 73,68 m | X       | 72,64 m |         |         |         | 73,68 m |       |

### Qualifications
| Rang | Athlète                | Pays        | Distance    | Essais  | Essais  | Essais  | Essais |
|      |                        |             |             | Essai 1 | Essai 2 | Essai 3 |        |
| ---- | ---------------------- | ----------- | ----------- | ------- | ------- | ------- | ------ |
| 1    | Kriztián Pars          | Hongrie     | 79,06 m (Q) | 75,21 m | 79,06 m |         |        |
| 2    | Lukás Melich           | Tchéquie    | 78,52 m (Q) | 78,52 m |         |         |        |
| 3    | Marcel Lomnický        | Slovaquie   | 76,97 m (q) | 74,11 m | 76,97 m | 76,60 m |        |
| 4    | Kōji Murofushi         | Japon       | 76,27 m (q) | 74,10 m | X       | 76,27 m |        |
| 5    | Pawel Fajdek           | Pologne     | 76,17 m (q) | X       | 76,17 m | 75,18 m |        |
| 6    | Mattias Jons           | Suède       | 73,47 m     | 73,47 m | X       | X       |        |
| 7    | A.G. Kruger            | États-Unis  | 73,35 m     | X       | 73,35 m | 73,23 m |        |
| 8    | Yevhen Vynohradov      | Ukraine     | 72,90 m     | 71,05 m | X       | 72,90 m |        |
| 9    | Valeriy Sviatokha      | Biélorussie | 72,05 m     | X       | 70,35 m | 72,05 m |        |
| 10   | Hassan Mohamed Mahmoud | Égypte      | 71,88 m     | 70,11 m | 71,88 m | X       |        |
| 11   | Roberto Janet          | Cuba        | 71,73 m     | 71,73 m | X       | 69,07 m |        |
| 12   | Javier Cienfuegos      | Espagne     | 70,79 m     | 70,79 m | 70,05 m | X       |        |
| 13   | Ashraf Amgad el-Seify  | Qatar       | 69,70 m     | 69,70 m | X       | X       |        |
|      | Aleksey Zagornyi       | Russie      | NM          | X       | X       | X       |        |
|      | Ali Mohamed Al-Zankawi | Koweït      | DNS         |         |         |         |        |

| Rang | Athlète           | Pays           | Distance    | Essais  | Essais  | Essais  | Essais |
|      |                   |                |             | Essai 1 | Essai 2 | Essai 3 |        |
| ---- | ----------------- | -------------- | ----------- | ------- | ------- | ------- | ------ |
| 1    | Primož Kozmus     | Slovénie       | 78,10 m (Q) | 78,10 m |         |         |        |
| 2    | Dilshod Nazarov   | Tadjikistan    | 77,93 m (Q) | 71,70 m | 77,93 m |         |        |
| 3    | Sergey Litvinov   | Russie         | 77,41 m (Q) | 75,08 m | 74,20 m | 77,41 m |        |
| 4    | Szymon Ziólkowski | Pologne        | 76,85 m (q) | 76,19 m | 76,85 m | 75,15 m |        |
| 5    | Markus Esser      | Allemagne      | 75,90 m (q) | 70,44 m | 72,54 m | 75,90 m |        |
| 6    | Nicola Vizzoni    | Italie         | 75,38 m (q) | 74,65 m | 74,02 m | 75,38 m |        |
| 7    | Yury Shayunou     | Biélorussie    | 75,18 m (q) | X       | 74,15 m | 75,18 m |        |
| 8    | Quentin Bigot     | France         | 74,98 m     | 73,69 m | 70,46 m | 74,98 m |        |
| 9    | Pavel Kryvitski   | Biélorussie    | 74,45 m     | 74,45 m | X       | X       |        |
| 10   | Ákos Hudi         | Hongrie        | 74,30 m     | 70,56 m | 74,30 m | 73,72 m |        |
| 11   | Igors Sokolovs    | Lettonie       | 72,78 m     | 72,78 m | X       | X       |        |
| 12   | Dzmitry Marshin   | Azerbaïdjan    | 72,43 m     | 72,43 m | X       | X       |        |
| 13   | Chris Harmse      | Afrique du Sud | 71,42 m     | 71,42 m | X       | X       |        |
| 14   | Aleksey Korolev   | Russie         | 69,69 m     | 69,69 m | X       | X       |        |

## Légende
Records et Performances
- AR : Record continental (area record)
- CR : Record des championnats (championship record)
- MR : Record du meeting (meet record)
- NR : Record national (national record)
- OR : Record olympique (olympic record)
- PR : Record paralympique (paralympic record)
- PB : Record personnel (personal best)
- SB : Meilleure performance personnelle de la saison (season's best)
- WL : Meilleure performance mondiale de l'année (world leader)
- WJR : Record du monde junior (world junior record)
- WR : Record du monde (world record)

Circonstances et Conditions
- DNF : N'a pas terminé (did not finish)
- DNS : N'a pas pris le départ (did not start)
- DQ : Disqualification (disqualification)
- NM : Aucun essai valable enregistré (No Mark)
- Q : Qualifié « directement » au prochain tour (ou à la prochaine compétition), lors d'une compétition majeure, grâce au classement ou à la réalisation des minima (automatic qualifier)
- q : Qualifié au prochain tour (ou à la prochaine compétition), lors d'une compétition majeure, grâce au repêchage ou à la réalisation de l'une des meilleures performances parmi celles des « non qualifiés directement » (grâce au meilleur temps ou à la meilleure distance par exemple) (secondary qualifier)